# Командиры за безопасность Израиля
Командиры за безопасность Израиля (ивр. מפקדים למען ביטחון ישראל‎) — израильское движение бывших высокопоставленных чиновников службы безопасности (ЦАХАЛ, Моссад, Шин Бет и полиция Израиля), основанное в октябре 2014 года, целью которого является продвижение региональной инициативы по политической безопасности для разрешения израильско-палестинского конфликта и нормализации отношений с умеренными арабскими государствами. Движение является беспартийным, но преследует политические цели.
Организация была создана по частной и спонтанной инициативе, в рамках которой ряд старших офицеров запаса призвали премьер-министра Биньямина Нетаньяху принять Арабскую мирную инициативу в качестве основы для политических переговоров и безопасности, а также для продвижения мирного процесса.
Среди членов движения бывший начальник штаба ЦАХАЛа Дан Халуц, бывшие директора Моссада Цви Замир, Шабтай Шавит, Дани Ятом и Меир Даган, бывший глава ШАБАК Ами Аялон, бывшие командующие ВВС Амос Лапидот и Авиху Бен-Нун, бывшие комиссары полиции Герцль Шафир, Яаков Тернер и Асаф Хефец и многие другие. 

## Деятельность
В феврале 2015 года члены группы выразили критику решения Биньямина Нетаньяху выступить на совместном заседании Конгресса США, которое было организовано без участия президента США Барака Обамы и его администрации. Организация, в которую входят более 200 офицеров в отставке, заявила протест, что речь Нетаньяху нанесёт ущерб отношениям между Израилем и Соединёнными Штатами, главным союзником Израиля. Амнон Решеф, генеральный директор группы, обращаясь к намерению Нетаньяху развеять опасения по поводу ядерного Ирана, заявил: «Способ остановить ядерный Иран — это укрепить связи между странами, между США и Израилем, между Израилем и международным сообществом. Вы не можете скрыть раскол с американцами, и мы не можем успокаиваться на этом. Мы считаем, что это событие представляет собой явную и реальную угрозу безопасности Израиля». Бывший командующий Нетаньяху, когда тот служил в ЦАХАЛе, Амирам Левин, отмечает, что Нетаньяху должен понимать, что целью является «Тегеран, а не Вашингтон». Партия Нетаньяху «Ликуд» отвергла критику, исходившую, по её словам, от группы «левых».